# Altiphrynoides malcolmi
Altiphrynoides malcolmi és una espècie d'amfibi que viu a Etiòpia.
Està amenaçada d'extinció per la pèrdua del seu hàbitat natural.